# Karaka (Baum)

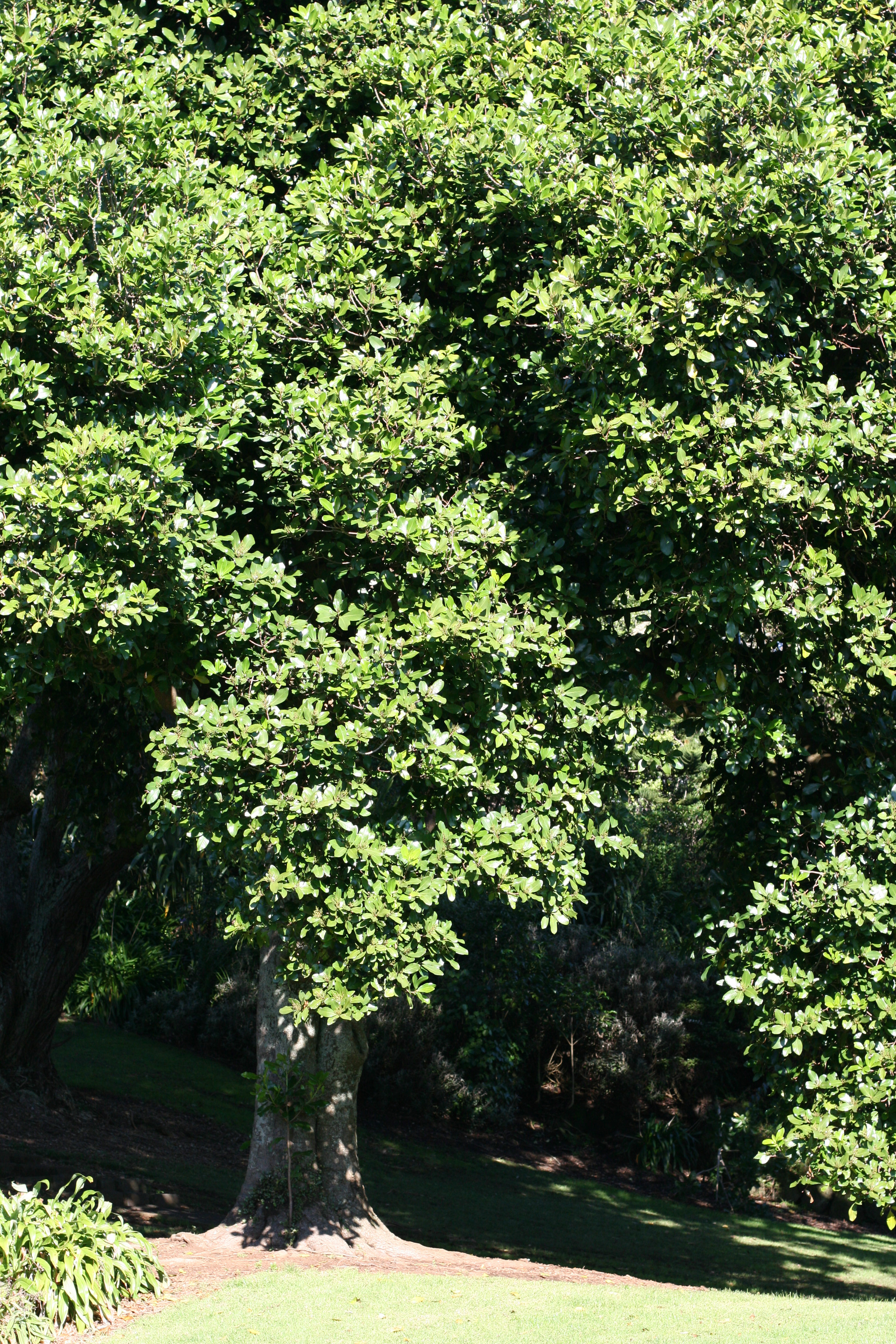
Karaka mit Teil seiner Krone

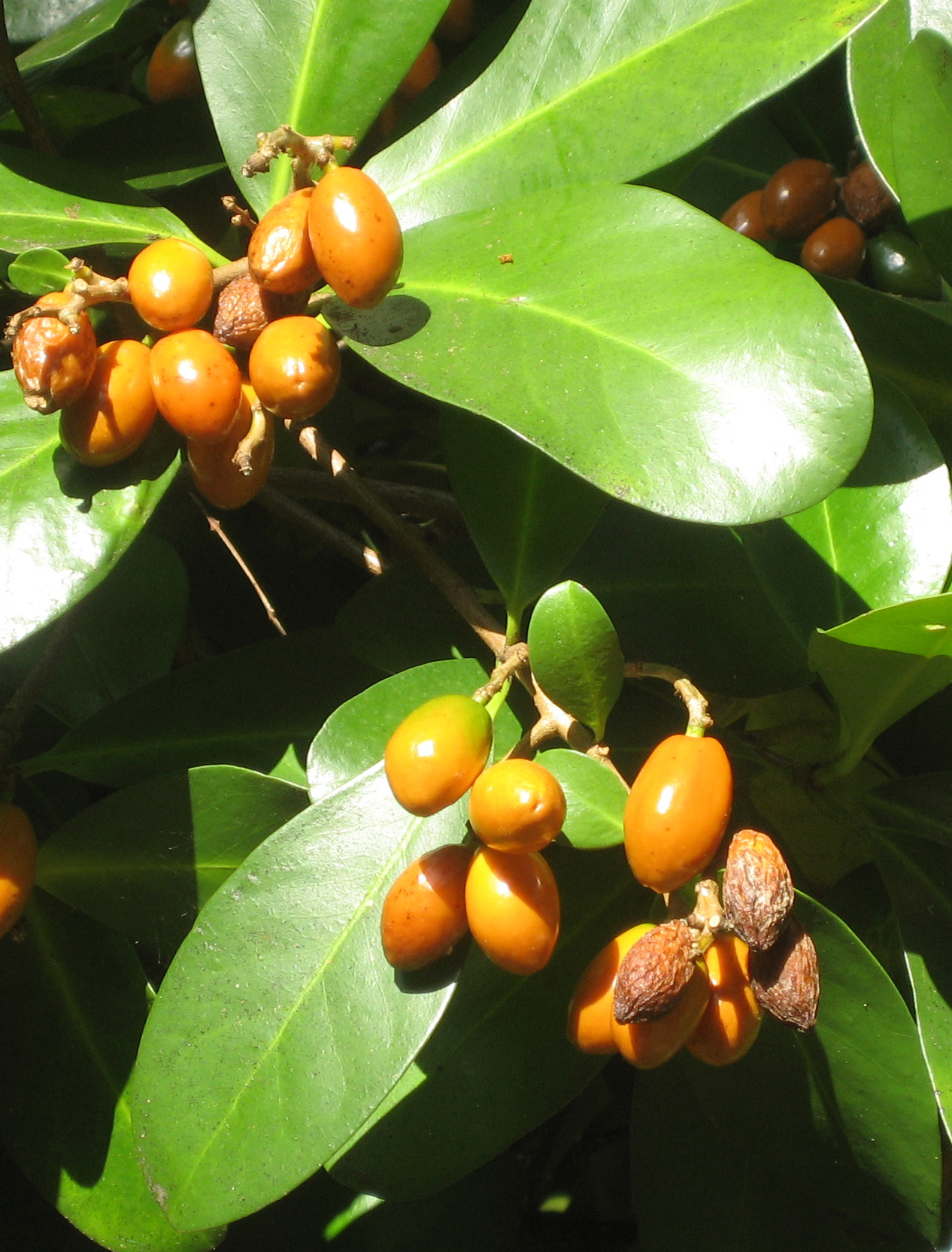
Früchte und Blätter

Der Karaka (Corynocarpus laevigatus) ist ein endemischer in Neuseeland beheimateter Baum in der monotypischen Familie der Keulenfruchtgewächse.

## Beschreibung
Der Karaka ist ein mittelgroßer, immergrüner Baum mit kräftigen Ästen und einer mit dichtem Laubwerk bewachsene Baumkrone. Der Baum kann bis zu 12–18 Meter hoch wachsen. Der Stammdurchmesser erreicht 60–300 Zentimeter. Seine graue Rinde ist von glatter Struktur und die dunkelgrünen, glänzenden, 7 cm bis 20 cm langen und dicken Blätter stehen wechselständig an den Zweigenden. Die einfachen Laubblätter sind kurz gestielt, eiförmig bis verkehrt-eiförmig, abgerundet bis rundspitzig und manchmal spitz oder eingebuchtet, ledrig und ganzrandig. Es sind kleine, abfallende Nebenblätter ausgebildet.
Der Karaka ist gynodiözisch, also mit weiblichen und zwittrigen Exemplaren. Die Blütezeit des Baumes ist von August bis November. Seine kleinen, fünfzähligen Blüten mit doppelter Blütenhülle sind grünlich-gelb oder weiß und haben einen Durchmesser von rund 4–5,5 mm. Die Blüten befinden sich an end- oder achselständigen, steifen und vielblütigen Rispen. Die einzelnen Blüten oder auch zwei-, drei zusammen besitzen kleine schuppige Tragblätter.
Die etwas kleineren, funktional weiblichen Blüten besitzen einen oberständigen Fruchtknoten und 5 Staminodien mit Antheroden sowie 5 andere petaloide; mit oft Nektardrüsen an der Basis. Die etwas größeren, zwittrigen Blüten besitzen 5 fertile Staubblätter sowie 5 petaloide Staminodien mit oft Nektardrüsen an der Basis und einen „halbfertilen“ leicht größeren Fruchtknoten. Meist ist bei den Blüten nur ein Griffel mit kopfiger Narbe vorhanden, es können aber auch zwei erscheinen.
Die ellipsoiden bis eiförmigen und glatten, dünnschaligen und -fleischigen Steinfrüchte besitzen eine Länge von 3 cm bis 6 cm und hängen traubenförmig am Zweig. Ihre Reifezeit geht von Januar bis April, wobei die Färbung der Früchte sich von Grün über Gelb nach Orange ändert. Der Steinkern ist mandelähnlich mit dünner Samenschale.

## Verbreitung
Auf der Nordinsel Neuseelands ist der Baum allgemein in Wäldern und an den Küsten anzutreffen und auf der Südinsel an der Westküste bis Westport und an der Ostküste bis zu Banks Peninsula.

## Nutzung
Die Karaka-Frucht, von den Māori „Kopia“ genannt, kann gegessen werden. Der äußere Teil der Frucht ist genießbar, aber der Kern, in dem sich der Samen befindet, enthält das als Karakin bekannte Nervengift, das erst nach dem Kochen unschädlich wird. Wegen der Toxizität der Früchte wird der Baum in Neuseeland nicht an Kinderspielplätzen oder Kindergärten geduldet.
Das dattelähnliche Fruchtfleisch kann roh gegessen werden und soll wie überreife Aprikosen oder Mispeln schmecken. Der Kern, „Karaka-Nuss“, ist zwar sehr giftig, er wurde aber von den Māori in mehreren Schritten bearbeitet (muss lange gegart, -kocht, -backen, -röstet oder in Salzwasser eingelegt werden) und wurde danach als Mehl zum Backen von Brot verwendet. Der Samen enthält 11 % Proteine und 58 % Kohlenhydrate. Die Blätter werden in der Volksmedizin zum Heilen von Wunden verwendet.
Ähnliche Samen liefert Beilschmiedia tawa, sie wurden in ähnlicherweise genutzt.
Das helle, spröde und leichte Holz wurde als Feuerholz verwendet und hat heute keine weitere Nutzung, aber früher bauten die Māori daraus Kanus. Ein Insektizid wird aus dieser Art gewonnen.
Die Stämme wurden auch zum einritzen von Glyphen verwendet.